# Piatra Şoimului
Piatra Şoimului é uma comuna romena localizada no distrito de Neamţ, na região de Moldávia. A comuna possui uma área de 144.98 km² e sua população era de 8395 habitantes segundo o censo de 2007.